# Чебовце
Чебовце (слч. Čebovce) насељено је мјесто са административним статусом сеоске општине (слч. obec) у округу Вељки Кртиш, у Банскобистричком крају, Словачка Република.

## Становништво
| Година:    | 1994. | 2004.   | 2014.   | 2024.   |
| ---------- | ----- | ------- | ------- | ------- |
| Број људи: | 1079  | 1029    | 1072    | 1009    |
| Разлика:   |       | -4,63 % | +4,17 % | -5,87 % |

| Година:    | 2023. | 2024.   |
| ---------- | ----- | ------- |
| Број људи: | 1013  | 1009    |
| Разлика:   |       | -0,39 % |

Према подацима о броју становника из 2011. године насеље је имало 1.071 становника.